# Rhapsody of Fire
Rhapsody of Fire (tên cũ là Thundercross, thường được gọi là Rhapsody) là một ban nhạc Symponic Power Metal nổi tiếng của Ý, được dẫn dắt bởi Alex Staropoli. Thành lập từ năm 1993, đến nay Rhapsody đã cho ra đời được 9 albums phòng thu, 3 EPs, 1 live album và 1 live DVD. Ca từ và phong cách âm nhạc của Rhapsody mang hơi hướng viễn tưởng và thần thoại.
Ban đầu Rhapsody được thành lập bởi Alex Staropoli và Luca Turilli. Sau khi phát hành albums cuối cùng trong The Dark Secret saga, Luca và một số thành viên trong ban nhạc đã rời khỏi ban để đi theo 1 xu hướng âm nhạc mới sau 18 năm cộng tác cùng nhau. Luca đã thành lập 1 ban nhạc mới mang tên Luca Turilli's Rhapsody cùng với guitar Dominique Leurquin và bass Patrice Guers.

## Sự nghiệp

### Những năm đầu (1993—1997)
Năm 1993, Luca Turilli quyết định sáng lập 1 band nhạc Power Metal, kết hợp với dòng âm nhạc cổ điển của mình. Cùng với Alex Staropoli và Daniele Carbonera, band nhạc đã được thành lập với tên gọi Thundercross. Luca đã thừa nhận trong 1 cuộc họp báo rằng, Thundercross chịu sự ảnh hưởng khá lớn bởi phong cách metal của Manowar và quan điểm chơi guitar của Yngwie Malmsteen.
Một năm sau đó, Thundercross đã cho ra đời 1 demo có tên Land of Immortals với ca sĩ hát chính là Cristiano Adacher. Trong thời gian đó, guitar bass chưa có sự ổn định và liên tục bị thay đổi. Hãng sản xuất Limb Music đã bắt đầu quan tâm đến demo này và ít lâu sau, band nhạc đã ký được một số hợp đồng với các công ty thu âm khác. Sau đó, họ chấp nhận lời đề nghị và đang dần phát triển âm nhạc của mình, với việc tiếp xúc với nhiều trang thiết bị hiện đại, band nhạc đã bắt đầu thu âm Eternal Glory. Tại thời điểm này, Thundercross đã đổi tên thành Rhapsody, tên nhóm là việc kết hợp giữa âm nhạc cổ điển và thơ. Rhapsody đã tạo được dấu ấn và bắt đầu được chú ý nhiều hơn. Tuy nhiên, sau khi phát hành album đầu tiên của mình Eternal Glory, ca sĩ chính Cristiano Adacher và tay bass Andrea Furlan đã rời khỏi band nhạc. Chính lúc này, Fabio Lione đang là sự lựa chọn đúng đắn cho Rhapsody, anh nổi tiếng với chất giọng rất khoẻ và ngân dài. Fabio Lione từng là ca sĩ chính của 2 ban nhạc Labirinth và Athena.

### Đổi tên và album Triumph or Agony (2006–2007)
Vào tháng 7 năm 2006, do bản quyền về thương hiệu mang tên Rhapsody , để giải quyết rắc rồi, Rhapsody đã được đổi tên thành Rhapsody of Fire. Nhưng với một số fan hâm mộ và với các ban nhạc khác, cái tên Rhapsody vẫn được áp dụng với ban. Các thành viên trong ban nhạc xem đây là khởi đầu tốt, phản ánh tích cực đến những gì họ đã tạo ra. Alex và Luca cho hay việc đổi tên không ảnh hưởng mà còn thúc đẩy họ hăng hái hơn rất nhiều.
Triumph or Agony được phát hành vào ngày 25 tháng 9 năm 2006 ở châu âu. Phần thứ hai của The Dark Secret Saga, Triumph Or Agony tiếp tục sự khoa trương truyền thống của Rhapsody với dàn nhạc giao hưởng 70 người giống như Turilli và Staropoli đã do họ tự thực hiện với sự trợ giúp của nhà đồng sản xuất Sascha Paeth.

### Sự trở lại với album Frozen Tears of Angels với hãng thu âm Nuclear Blast
Album dự định sẽ được phát hành vào ngày 5 tháng 3 năm 2011 nhưng đã bị Nuclear Blast hoãn lại đến 30 tháng 4 năm 2011. Tất cả những bài hát trong album được soạn và viết lời bởi Luca Turilli và Alex Staropoli, chỉnh sửa và hoàn thiện bởi Sascha Paeth tại Gate Studio.

## Đội hình

### Thành viên hiện tại
- Alex Staropoli – keyboards (1993-nay)
- Fabio Lione – ca sĩ (1995-nay)
- Alex Holzwarth – trống (2000-nay)
- Tom Hess – guitar (2010-nay)
- Oliver Holzwarth – bass (2011-nay)
- Roberto De Micheli - guitar (2011-nay)

### Thành viên cũ
- Cristiano Adacher – ca sĩ chính (1993–1995)
- Andrea Furlan – bass (1993–1995)
- Daniele Carbonera – trống (1993–1999)
- Luca Turilli – guitar chính và guitar đệms (1993–2011)
- Alessandro Lotta – bass (1995–2002)
- Patrice Guers – bass (2003–2011)

## Các album

### Studio albums
- Legendary Tales (1997)
- Symphony of Enchanted Lands (1998)
- Dawn of Victory (2000)
- Rain of a Thousand Flames (2001)
- Power of the Dragonflame (2002)
- Symphony of Enchanted Lands II – The Dark Secret (2004)
- Triumph or Agony (2006)
- The Frozen Tears of Angels (2010)
- From Chaos to Eternity (2011)
- Ascending to Infinity (2012) – see Luca Turilli's Rhapsody for discussion of the relationship to Rhapsody
- Dark Wings Of Steel (2013)

### EPs
- The Dark Secret (2004)
- The Cold Embrace of Fear – A Dark Romantic Symphony (2010)

### Compilation albums
- Tales from the Emerald Sword Saga (2004)

### Live albums
- Live in Canada 2005: The Dark Secret (2006)

### DVDs
- Visions from the Enchanted Lands (2007)

### Demos
- Land of Immortals (1994)
- Eternal Glory (1995)